# Referendum in Bulgaria del 2013
Il referendum in Bulgaria del 2013 si svolse il 27 gennaio 2013 per chiedere il parere degli elettori sulla costruzione di una nuova centrale nucleare. Pur non essendo esplicitamente menzionata nel quesito referendario, la consultazione popolare riguardava il riavvio dei lavori di costruzione della centrale nucleare di Belene.
Sebbene la proposta sia stata approvata in tutte le 31 circoscrizioni elettorali, l'affluenza alle urne fu solo del 20%, non superando la soglia del 60% richiesta per il quorum e rendendo così il referendum non vincolante.

## Contesto

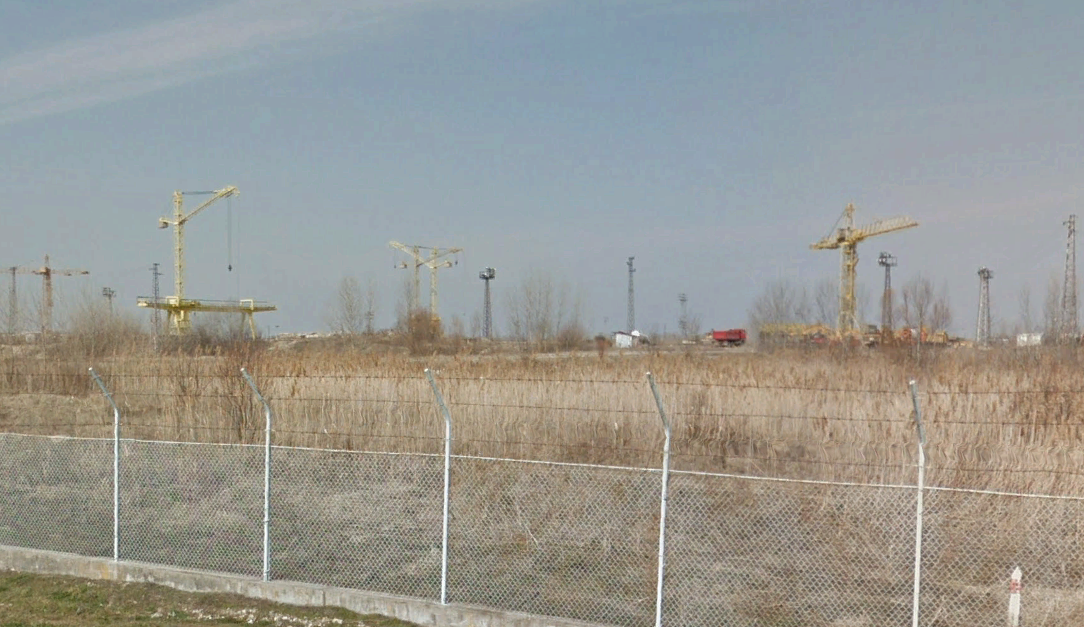
Centrale nucleare di Belene

La costruzione della centrale nucleare di Belene iniziò negli anni 1980, ma in seguito venne interrotta. Il governo bulgaro fu anche costretto a chiudere quattro reattori nucleari come condizione per l'adesione all'Unione europea nel 2007. Nel 2008 il governo del Partito Socialista approvò un contratto per la ripresa dei lavori. Tuttavia, nel marzo 2012 il governo di l Cittadini per lo Sviluppo Europeo della Bulgaria (GERB) annullò i piani per continuare a costruire l'impianto, sostenendo che il Paese non poteva permettersi di investire altri 10 miliardi di euro, dopo che 1 miliardo di euro era già stato speso per il progetto, e che l'elettricità prodotta sarebbe stata troppo costoso. Secondo alcuni analisti però l'elettricità prodotta da Belene sarebbe stata invece comunque più economica delle fonti utilizzate all'epoca.
Il Partito Socialista affermò che sarebbe costato solo tra 4 e 6 miliardi di euro, lanciando perciò una petizione che raccolse 770.000 firme, oltre il minimo di 500.000 firme necessarie per richedere l'indizione di un referendum. Sebbene la petizione chiedesse un referendum esplicito sul futuro del progetto per la centrale atomica di Belene, la parola "Belene" fu successivamente rimossa dal quesito referendario su insistenza del partito GERB al governo.

## Campagna
I sostenitori dell'impianto nucleare sostenevano che la Bulgaria non avrebbe più acquistato energia elettrica dalla Romania e dalla Turchia, mentre gli oppositori hanno affermavano che avrebbe aumentato la dipendenza energetica del paese dalla Russia, poiché l'azienda russa Atomstroyexport era stata incaricata di costruire la centrale nucleare.

## Sistema elettorale
Affinché il referendum fosse valido e vincolante dovevano verificarsi due condizioni:
- doveva votare almeno lo stesso numero di elettori delle ultime elezioni parlamentari (4.345.450 su 6.949.120 elettori inseriti nelle liste elettorali);
- approvazione con il 50% + 1 dei voti.

## Risultati

Mappa del voto

| Scelta                                  | voti      | %     |
| --------------------------------------- | --------- | ----- |
| Sì                                      | 851.757   | 61,49 |
| No                                      | 533.526   | 38,51 |
| Schede bianche/nulle                    | 20.180    | –     |
| Totale                                  | 1.405.463 | 100   |
| Elettori registrati/affluenza alle urne | 6.952.183 | 20,22 |
| Fonte: CEC                              |           |       |

## Conseguenze
L'aumento della povertà e dei prezzi dell'elettricità innescarono proteste di massa nel febbraio 2013, costringendo infine alle dimissioni del governo GERB dopo che gli scontri tra la polizia e i manifestanti portarono ad uno spargimento di sangue e ad un certo numero di civili gravemente feriti. Un governo provvisorio fu nominato il 13 marzo 2013 dal presidente Rosen Plevneliev per servire fino alle elezioni anticipate del 12 maggio.